# لارل (نیویورک)
لارل (به انگلیسی: Laurel) یک منطقهٔ مسکونی در ایالات متحده آمریکا است که در شهرستان سافک، نیویورک واقع شده‌است. لارل ۸٫۰ کیلومتر مربع مساحت و ۱٬۳۹۴ نفر جمعیت دارد و ۶ متر بالاتر از سطح دریا واقع شده‌است.